# Таяммум
Таяммум (تيمم) — в ісламі очищення піском або спеціальним каменем, що здійснюється в особливих випадках замість обмивання водою. Для здійснення таяммума використовують суху землю, пил, вапно, гіпс, цемент, глину тощо.